# Верхняя Бузиновка
Верхняя Бузиновка — хутор в Клетском районе Волгоградской области России, административный центр Верхнебузиновского сельского поселения.
Население — 900 (2010)

## История
Первоначально известен как хутор Бузиновский (позднее Верхне-Бузиновский). Хутор относился к юрту станицы Сиротинской Второго Донского округа Земли Войска Донского (с 1870 года — Область Войска Донского). Предположительно основан в середине XIX века. В 1859 году на хуторе Бузиновском имелось 8 дворов, проживало 35 душ мужского и 38 женского пола.
Население хутора быстро росло. Согласно переписи населения 1897 года на хуторе проживало 654 мужчины и 680 женщин, из них грамотных: мужчин — 332, женщин — 72. Согласно алфавитному списку населённых мест Области Войска Донского 1915 года на хуторе имелось хуторское правление, 2 школы, Троицкая церковь, кредитное товарищество, земельный надел составлял 3888 десятин, проживало 648 мужчин и 685 женщин.
В 1921 году хутор в составе Второго Донского округа передан Царицынской губернии. С 1928 года — в составе Клетского района Сталинградского округа (упразднён в 1930 году) Нижне-Волжского края (с 1934 года — Сталинградского края, с 1936 года — Сталинградской области, с 1961 года — Волгоградской области).

### В годы войны
25 июля 1942 года оборонявшиеся на направлении главного удара противника 184-я, 192-я стрелковые дивизии, полк 33-й гв. стрелковой дивизии и 40-я танковая бригада были окружены. В результате прорыва немцев к Верхне-Бузиновке был разгромлен штаб 192-й стрелковой дивизии, командир дивизии полковник А.С. Захарченко убит. Для координации действий окруженных соединений в «котел» был отправлен самолетом начальник оперативного отдела 62-й армии полковник К.А. Журавлев. Прибыв на место, он установил связь со штабом армии по рации 40-й танковой бригады и уже 25 июля взял управление окруженными войсками на себя. Так была образована так называемая группа Журавлёва. В ее состав вошли 676, 662, 427, 753, 294 и 297-й стрелковые полки, 88-й и 84-й гвардейские стрелковые полки, 616-й артполк, 1177-й и 1188-й ИПТАПы, 40-я танковая бригада и 644-й отдельный танковый батальон.

## Общая физико-географическая характеристика
Хутор расположен в степи, в пределах Донской гряды, являющейся частью Восточно-Европейской равнине, на правом берегу реки Лиска, при балках Скопная и Аннушкина. Рельеф местности холмисто-равнинный, сильно расчленённый балками и оврагами. Почвы — тёмно-каштановые.
По автомобильным дорогам расстояние до областного центра города Волгограда составляет 170 км, до районного центра станицы Клетской — 41 км.
Климат
Климат умеренный континентальный (согласно классификации климатов Кёппена — Dfa). Многолетняя норма осадков — 382 мм. Наибольшее количество осадков выпадает в июне — 44 мм, наименьшее в феврале — 21 мм. Среднегодовая температура положительная и составляет +7,8 °С, средняя температура самого холодного месяца января −7,9 °С, самого жаркого месяца июля +23,1 °С.
Часовой пояс
Верхняя Бузиновка, как и вся Волгоградская область, находится в часовой зоне МСК (московское время). Смещение применяемого времени относительно UTC составляет +3:00.

## Население
Динамика численности населения по годам:
| 1859 | 1873 | 1897 | 1915 | 1987 |
| ---- | ---- | ---- | ---- | ---- |
| 73   | 660  | 1334 | 1293 | ≈730 |

| 2010 |
| ---- |
| 900  |